# Argumento
Un argumento (del latín argumentum) es la expresión oral o escrita de un razonamiento o idea mediante el cual se intenta probar, refutar o incluso justificar una proposición o tesis.
Las cualidades fundamentales de un argumento son la consistencia y coherencia; entendiendo por tal el hecho de que el contenido de la expresión, discurso u obra adquiera un sentido o significado que se dirige a un interlocutor con finalidades diferentes:
- Como contenido de verdad: consistencia y coherencia con otras verdades admitidas, o con referencia a un hecho o situación que haga verdadero o falso dicho contenido.
- Como esquema lógico-formal: consistencia y coherencia con un sistema que no admite contradicción.
- Como función lógico-matemática: consistencia y coherencia con el hecho de «ser algo real» frente a una mera posibilidad lógica que define un mundo o una situación posible en un determinado marco teórico que justifica la función.
- Como discurso dirigido a la persuasión[4] como motivación para promover o proponer una determinada acción.
- Como finalidad de acción: consistencia o coherencia con otros intereses o motivaciones del individuo o individuos receptores del contenido como motivación a actuar de determinada manera.

Es por tanto un discurso dirigido:
- Al entendimiento, para «convencer» o generar una creencia nueva mediante el conocimiento evidente de nuevas verdades, basándose en una racionalidad común.
- A la emotividad para «motivar» una acción determinada.
- En jurisprudencia un argumento se lo conoce como alegato y sirve para llegar a una verdad procesal en los estados de derecho'.

## Definición
En lógica, un argumento se define como un conjunto de premisas seguidas por una conclusión. Un argumento puede ser sólido (válido y con premisas verdaderas) o ser persuasivo de alguna otra manera. Sin embargo, un argumento no necesita ser sólido o persuasivo para ser un argumento. Ejemplos de argumentos deductivamente válidos son los siguientes:
| 1. Si está soleado, entonces es de día. 2. Está soleado. 3. Por lo tanto, es de día. | 1. Si no es martes, entonces es lunes. 2. No es martes. 3. Por lo tanto, es lunes. | 1. Los planetas giran alrededor del Sol. 2. Marte es un planeta. 3. Por lo tanto, Marte gira alrededor del Sol. |

Nótese que para que un argumento sea deductivamente válido, no es necesario que las premisas o la conclusión sean verdaderas. Solo se requiere que la conclusión sea una consecuencia lógica de las premisas. La lógica formal exige únicamente una relación condicional entre las premisas y la conclusión. Esto es: que si las premisas son verdaderas, entonces la conclusión también lo es (esta es la caracterización semántica de la noción de consecuencia lógica); o alternativamente: que la conclusión sea deducible de las premisas conforme a las reglas de un sistema lógico (esta es la caracterización sintáctica de la noción de consecuencia lógica). Si un argumento, además de ser válido, tiene premisas verdaderas, entonces se dice que es sólido.
En un lenguaje formal, un argumento se define como una secuencia ordenada de fórmulas, donde la última es designada como la conclusión, y las demás como las premisas. Y donde cada fórmula (proposición formal) es derivable de dos o más fórmulas precedentes por medio de una regla de inferencia bien definida. Así una demostración matemática usualmente es formulable como un argumento en que las primeras fórmulas son siempre axiomas y el resto son fórmulas deducidas (teoremas) a partir de fórmulas anteriores en la secuencia que constituye el argumento.

## La ciencia
El ejemplo más típico y puro de argumento y forma de argumentar es el discurso de la ciencia, y su lenguaje la oración enunciativa como descripción, definición y «argumentación»; el discurso se estructura conforme a una teoría y un esquema de relaciones lógicas; el ideal de dichas relaciones lógicas son las relaciones lógico-matemáticas, cuando es posible.
En aspectos parciales, se expresa a través de lenguaje formalizado y simbolizado como un cálculo lógico o matemático, reducidas sus expresiones lingüísticas a proposiciones simbolizadas en un sistema lógico o matemático.

## Resolución de problemas
Si el discurso pretende establecer como verdad una expresión determinada del sistema partiendo de verdades previas establecidas como axiomas o bien verdades admitidas como tales, se dice que dicho discurso es una prueba, que garantiza la verdad de una nueva proposición como afirmación dentro del sistema. Tales discursos son deducciones (el discurso típico de esta forma son las deducciones de Mr. Holmes) o aplicaciones de las demostraciones lógicas o matemáticas a un universo definido o condiciones de realidad determinadas. El ejemplo de discurso más típico es el planteamiento y resolución de problemas.

## Conocimiento verdadero como contenido de una función lógico-matemática
La función matemática {\displaystyle f(x)} o lógica {\displaystyle P(x)}, representan una mera posibilidad, una forma vacía de contenido; pero dicha función adquiere entidad y por tanto consistencia cuando la {\displaystyle x} toma un valor de contenido lógico o numérico como argumento; de tal forma que la función pueda considerarse con respecto a un universo determinado como verdadera o falsa. Por eso {\displaystyle x} se denomina argumento de la función.
Ambas representan solamente la posibilidad de que exista o se produzca una realidad como afirmación o como predicación cuando la {\displaystyle x} tome un valor concreto relacionado con el mundo real.
| Ejemplo de aplicación de una función matemática de cálculo algebraico a la resolución de una situación concreta como posible verdad | Ejemplo de aplicación de una función lógica como verdad posible de una situación concreta |
| --- | --- |
| La función {\displaystyle y=x+{\frac {16x}{100}}} no significa nada, es una mera posibilidad de ser algo. Pero cuando {\displaystyle x} toma como argumento el valor 75 € correspondiente al precio de un artículo que se vende en una tienda, esa función representa lo que el comprador tiene que pagar al incluir el impuesto sobre el valor añadido del 16%. Lo que concede a dicha función la posibilidad de ser verdadera o falsa en relación con el mundo real de la experiencia en una sociedad determinada. | Cuando {\displaystyle P} representa el verbo ladrar, y {\displaystyle x} representa a mi perro Desko como argumento, entonces: {\displaystyle P(x)} = Desko ladra. (Puede haber otro tipo de argumentos posibles de {\displaystyle x}, como {\displaystyle \lor x} o {\displaystyle \land x}, que se lee, algún {\displaystyle x} o Todo {\displaystyle x}). Es entonces cuando dicha función adquiere la condición de hecho o situación que puede ser verdadera o falsa en el mundo de la realidad de la experiencia. |

## Argumentación informal
La argumentación informal en la primera década del siglo XXI, tiene diversas orientaciones y está alimentada de múltiples disciplinas, contiene la argumentación jurídica o filosófica, el discurso público ético-político, semiótica del texto, comunicación corporal e interpersonal, nueva retórica, lingüística, sociolingüística del análisis del discurso, etc.
La argumentación cotidiana tiene mucho que ver con la persuasión, porque de cualquier manera, lo que se busca realizar cuando se argumenta en la vida diaria es convencer a alguien de algo. En este sentido, algunos autores han trabajado esta cuestión central de la argumentación, como Pablo Briñol, Chaim Perelman y Toulmin, entre otros.

## El discurso como persuasión
Se trata de un discurso que tiene por objetivo, dadas las «razones argumentativas» que el discurso ofrece, que el otro actúe de la forma que dicho discurso propone. Es por tanto un discurso dirigido fundamentalmente a la voluntad, para «persuadir» y mover a la acción en un determinado sentido en orden a alcanzar algunas finalidades.
Su intención comunicativa es persuadir a través de argumentos emocionales tanto o más que con argumentos cognoscitivos.
En este tipo de discurso se mezcla el conocimiento y el interés. Por eso se juega con la equivocidad que ofrece la retórica, sin necesidad de mentir o decir falsedad.
El ejemplo más típico sería el discurso político, la predicación religiosa o el de la propaganda. En Derecho, el alegato del abogado defensor para mantener los argumentos a favor de su defendido. Por otra parte, Pablo Briñol Turnes y Luis de la Corte Ibáñez aseguran que la fuente de la persuasión radica en varias características, por un lado, en la fiabilidad de quien argumenta, en su experiencia y en la familiaridad. Así mismo, se piensa que la creencia de que lo bello es bueno, la fama y el poder son otras formas de persuadir. En segunda instancia, otra clave de la persuasión es el mensaje, dado que este puede ser emocional, racional, o ambos al mismo tiempo. En este se tiene en cuenta la fuerza del argumento, la novedad, la cantidad y la relevancia del mensaje; y en tercera instancia, el receptor desempeña un rol en la medida en que la edad, la inteligencia, la autoestima y la ansiedad podrían ser factores a tener en cuenta a la hora de persuadir a una persona.

## Argumentaciones tipo prueba
Como hemos indicado, tales argumentos son los argumentos lógico-matemáticos en cuanto formales y todos aquellos que siguen sus forma al ser aplicados a unos datos tenidos como válidos para obtener la demostración de una afirmación concreta como verdad necesaria y por tanto indiscutible. Esto ocurre cuando el producto de todas las afirmaciones, del discurso como proposiciones lógico-matemáticas implican una conclusión como tautología.
A lo largo de la Historia ha habido varios argumentos considerados como pruebas y fuente de importantes discusiones:
- Argumento cosmológico
- Argumento ontológico
- Argumento analógico
- Argumento teleológico
- Argumento hipotético-deductivo

## Falacias y no argumentos
Las falacias son tipos de argumentos o expresiones que se considera que poseen una forma no válida o que contienen errores de razonamiento.
Un tipo de falacia se produce cuando una palabra utilizada frecuentemente para indicar una conclusión se emplea como transición (adverbio conjuntivo) entre cláusulas independientes.  Así: Sócrates es un hombre, todos los hombres son mortales, por lo tanto, Sócrates es mortal es un argumento porque la afirmación Sócrates es mortal se deduce de las afirmaciones precedentes. Sin embargo, Tenía sed y, por lo tanto, bebí no es un argumento, a pesar de su apariencia. No se está afirmando que bebí se desprende lógicamente de tenía sed. El por lo tanto en esta frase indica que bebí se deduce  de tenía sed, y esa no es una razón. Por tanto, esa frase es una falacia y no un argumento.